# Gouvernement Marois
Monarchie 
 constitutionnelle à 
 régime parlementaire
Gouvernement 
 Jean Charest Gouvernement 
 Philippe Couillard
Le gouvernement Pauline Marois est le gouvernement formé par la première ministre Pauline Marois et a exercé le pouvoir de 2012 à 2014. Il a été formé le 19 septembre 2012 à la suite de l'élection générale du 4 septembre 2012, date à laquelle le Parti québécois a fait élire le plus grand nombre de candidats à l'Assemblée nationale du Québec. Toutefois, puisque le nombre de députés élus était inférieur à celui des autres partis réunis, le gouvernement fut minoritaire, une situation plutôt rare pour un gouvernement au Québec. Le gouvernement a été défait à la suite de l'élection générale du 7 avril 2014.

## Caractéristiques
Le 1er Cabinet Marois compte 24 ministres, y compris la première ministre, dont 9 femmes et 15 hommes. Le whip en chef et le président de caucus du gouvernement participent également aux délibérations du Conseil des ministres.
Des analystes de la scène politique québécoise évaluent que le gouvernement minoritaire du Parti québécois a connu deux grandes étapes. Après une première année difficile, marquée par une certaine incohérence de l'action gouvernementale qui a augmenté le taux d'insatisfaction à son égard, ils notent une amélioration de la perception de l'électorat à compter du milieu de l'année 2013. L'action décisive de la première ministre Marois dans les jours qui ont suivi l'accident ferroviaire de Lac-Mégantic, en juillet 2013, marque le début d'un recentrage de l'action du gouvernement.
Le politologue Jean-Herman Guay note que ce changement d'approche s'accompagne d'un virage vers le centre de l'échiquier politique, marqué par deux budgets où dominent le contrôle serré des dépenses et certaines hausses de tarifs. La reprise en main du gouvernement péquiste s'est également manifestée à l'automne 2013 avec le débat sur la charte de la laïcité, où la position du parti gouvernemental lui a permis de reprendre le contrôle du jeu politique: « il a coincé la CAQ, qui propose une position de compromis, et déstabilisé le PLQ, visiblement mal préparé à un débat aussi énergique », évalue le journaliste politique Alec Castonguay, dans un texte publié au début de la campagne électorale.

## Chronologie

### 2012
- 19 septembre : Pauline Marois annonce la composition de son gouvernement[2],[3].
- 20 septembre : Pauline Marois annonce la fermeture prochaine de la centrale nucléaire Gentilly 2[4]
- 21 septembre : le gouvernement annule officiellement la majeure partie des dispositions de la Loi 78[5].
- septembre : annonce de l'annulation d'une subvention à la dernière mine de chrysotile (amiante blanc), ce qui implique la fin de cette industrie au Québec.
- 30 octobre : début de la première session de la 40e législature.
- 6 décembre : dépôt des crédits budgétaires détaillés pour l'année 2013-2014. Plusieurs budgets sont réduits notamment ceux de l'aide sociale, de la Société d'habitation du Québec et de l'aide au transport adapté à Montréal[6].

### 2013
- 25 et 26 février : Le Sommet sur l'enseignement supérieur a lieu à Montréal.
- 12 juin : Le projet de loi 52 sur les soins en fin de vie (aide médicale à mourir) est déposé par le gouvernement.
- 10 septembre : Le gouvernement rend publiques les propositions visant à créer une charte des valeurs québécoises.
- 7 octobre : Dévoilement du plan  Priorité emploi, un plan de relance économique.
- 10 octobre : Dévoilement de la politique industrielle du gouvernement Marois.

### 2014
- 14 janvier : Début des travaux de la commission parlementaire sur la Charte des valeurs.
- 5 mars : Afin d'avoir une majorité parlementaire, Pauline Marois déclenche des élections.

## Composition

### Composition initiale (19septembre2012)
| Fonctions,                                                                                         | Titulaire              |
| -------------------------------------------------------------------------------------------------- | ---------------------- |
| Première ministre                                                                                  | Pauline Marois         |
| Vice-premier ministre                                                                              | François Gendron       |
| Ministre des Finances et de l'Économie                                                             | Nicolas Marceau        |
| Président du Conseil du Trésor                                                                     | Stéphane Bédard        |
| Vice-présidente du Conseil du Trésor                                                               | Nicole Léger           |
| Ministre des Affaires municipales, des Régions et de l'Occupation du territoire                    | Sylvain Gaudreault     |
| Ministre de l'Agriculture, des Pêcheries et de l'Alimentation                                      | François Gendron       |
| Ministre de la Culture et des Communications                                                       | Maka Kotto             |
| Ministre du Développement durable, de l'Environnement, de la Faune et des Parcs                    | Daniel Breton          |
| Ministre de l'Éducation, du Loisir et du Sport                                                     | Marie Malavoy          |
| Ministre de l'Emploi et de la Solidarité sociale                                                   | Agnès Maltais          |
| Ministre de l'Enseignement supérieur, de la Recherche, de la Science et de la Technologie          | Pierre Duchesne        |
| Ministre de la Famille                                                                             | Nicole Léger           |
| Ministre de l'Immigration et des Communautés culturelles                                           | Diane De Courcy        |
| Ministre de la Justice                                                                             | Bertrand St-Arnaud     |
| Ministre des Relations internationales, de la Francophonie et du Commerce extérieur                | Jean-François Lisée    |
| Ministre des Ressources naturelles                                                                 | Martine Ouellet        |
| Ministre de la Santé et des Services sociaux                                                       | Réjean Hébert          |
| Ministre de la Sécurité publique                                                                   | Stéphane Bergeron      |
| Ministre des Transports                                                                            | Sylvain Gaudreault     |
| Ministre du Travail                                                                                | Agnès Maltais          |
| Ministre responsable de l'Administration gouvernementale                                           | Stéphane Bédard        |
| Ministre responsable des Aînés                                                                     | Réjean Hébert          |
| Ministre responsable de la Charte de la langue française                                           | Diane De Courcy        |
| Ministre responsable de la Condition féminine                                                      | Agnès Maltais          |
| Ministre responsable des Institutions démocratiques et de la Participation citoyenne               | Bernard Drainville     |
| Ministre délégués                                                                                  |                        |
| Ministre déléguée aux Affaires autochtones                                                         | Élizabeth Larouche     |
| Ministre délégué des Affaires intergouvernementales canadiennes et à la Gouvernance souverainiste  | Alexandre Cloutier     |
| Ministre délégué aux Régions                                                                       | Gaétan Lelièvre        |
| Ministre déléguée à la Politique industrielle et à la Banque de développement économique du Québec | Élaine Zakaïb          |
| Ministre déléguée à la Santé publique et à la Protection de la jeunesse                            | Véronique Hivon        |
| Ministre délégué au Tourisme                                                                       | Pascal Bérubé          |
| Ministres responsables des régions                                                                 |                        |
| Abitibi-Témiscamingue                                                                              | François Gendron       |
| Bas-St-Laurent                                                                                     | Pascal Bérubé          |
| Capitale-Nationale                                                                                 | Agnès Maltais          |
| Centre-du-Québec                                                                                   | Pierre Duchesne        |
| Chaudière-Appalaches                                                                               | Agnès Maltais          |
| Côte-Nord                                                                                          | Alexandre Cloutier     |
| Estrie                                                                                             | Réjean Hébert          |
| Gaspésie–Îles-de-la-Madeleine                                                                      | Gaétan Lelièvre        |
| Lanaudière                                                                                         | Véronique Hivon        |
| Laurentides                                                                                        | Nicole Léger           |
| Laval                                                                                              | Nicole Léger           |
| Mauricie                                                                                           | Bernard Drainville     |
| Montérégie                                                                                         | Marie Malavoy          |
| Montréal                                                                                           | Jean-François Lisée    |
| Nord-du-Québec                                                                                     | Alexandre Cloutier     |
| Outaouais                                                                                          | Stéphane Bergeron      |
| Saguenay–Lac-Saint-Jean                                                                            | Stéphane Bédard        |
| Fonctions parlementaires                                                                           |                        |
| Leader parlementaire                                                                               | Stéphane Bédard        |
| Leader parlementaire adjoint                                                                       | Bertrand St-Arnaud     |
| Whip en chef du gouvernement                                                                       | Yves-François Blanchet |
| Président du caucus du gouvernement                                                                | Marjolain Dufour       |

### Remaniement du21 septembre 2012
- Pierre Duchesne se voit retirer la responsabilité de la région du Centre-du-Québec. Celle-ci est confiée à Yves-François Blanchet qui assiste aux rencontres, mais ne siège pas au conseil des ministres[10].
- Bernard Drainville  se voit retirer la responsabilité de la région de la Mauricie. Celle-ci est confiée à Yves-François Blanchet[10].

### Remaniement du18 octobre 2012
- Véronique Hivon démissionne pour des raisons de santé[11].
- Nicolas Marceau devient donc ministre responsable de la région de Lanaudière[11].

### Remaniement du4 décembre 2012
- Yves-François Blanchet devient ministre de l'Environnement et ministre responsable du Centre-du-Québec et de la Mauricie[12].
- Véronique Hivon réintègre ses fonctions et redevient  donc ministre déléguée aux Services sociaux et à la Protection de la jeunesse, ministre responsable du dossier Mourir dans la dignité et ministre responsable de la région de Lanaudière[12].
- Marjolain Dufour devient whip du gouvernement et ministre responsable de la Côte-Nord[12].
- Sylvain Pagé devient président du caucus des députés et ministre responsable de la région des Laurentides[12].

## Principales réalisations

### Lois du gouvernement Marois
Le gouvernement Marois a fait adopter les grandes lois suivantes à l'Assemblée Nationale :
| Nom | Défendue par le Ministre | Adoption        | Domaine            |
| --- | ------------------------ | --------------- | ------------------ |
| Loi sur l’intégrité en matière de contrats publics | Stéphane Bédard          | 6 décembre 2012 | Démocratie         |
| Loi modifiant la Loi électorale afin de réduire la limite des contributions par électeur, de diminuer le plafond des dépenses électorales et de rehausser le financement public des partis politiques | Bernard Drainville       | 6 décembre 2012 | Démocratie         |
| Loi instituant le Fonds des ressources informationnelles du secteur de la santé et des services sociaux                                                                                               | Réjean Hébert            | 7 décembre 2012 | Santé              |
| Loi permettant de relever provisoirement un élu municipal de ses fonctions | Sylvain Gaudreault       | 28 mars 2013    | Démocratie         |
| Loi sur l’économie sociale | Sylvain Gaudreault       | 10 octobre 2013 | Économie solidaire |
| Loi modifiant le Code des professions en matière de justice disciplinaire | Bertrand St-Arnaud       | 6 juin 2013     | Justice            |
| Loi modifiant le Code civil en matière d’état civil, de successions et de publicité des droits | Bertrand St-Arnaud       | 6 décembre 2013 | Justice            |
| Loi instituant le nouveau Code de procédure civile | Bertrand St-Arnaud       | 20 février 2014 | Justice            |
| Loi modifiant la Loi sur l’acquisition de terres agricoles par des non-résidents | Francois Gendron         | 30 octobre 2013 | Agriculture        |